# 枢軸国のアジア分割交渉

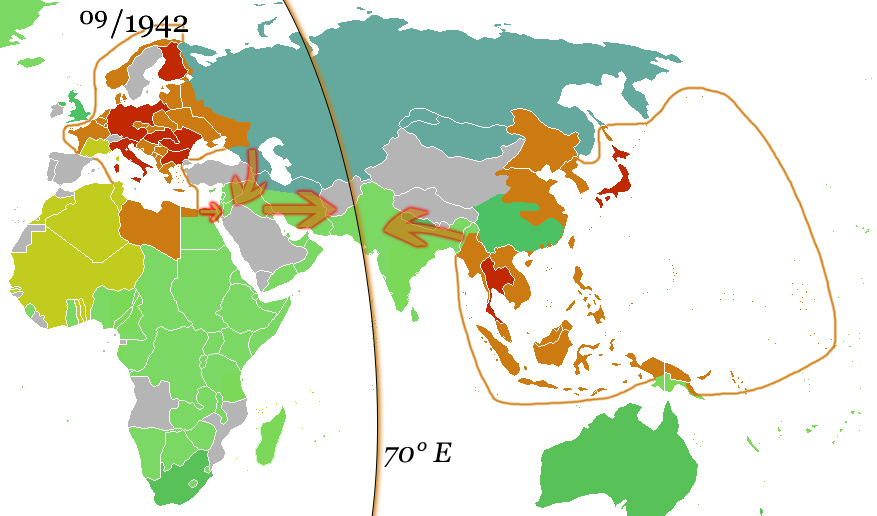
枢軸国の最大勢力圏（1942年秋）。ナチス・ドイツと大日本帝国は最終的に東経70度線を境にアジアを分割しようとしたが、どちらもこの線に到達することは無かった。

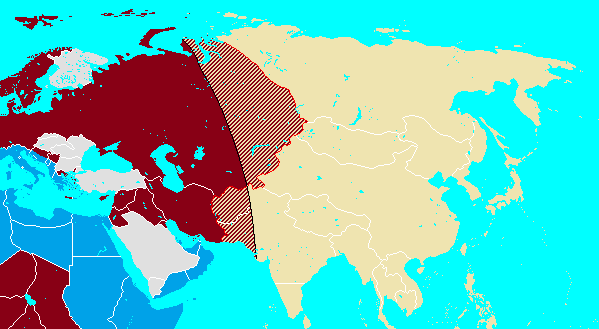
ソ連およびアジアの分割想定図
ナチス・ドイツ/レーベンスラウム
イタリア帝国/スパツィオ・ヴィターレ
大日本帝国/大東亜共栄圏
日本の主張した境界線（東経70度線）
ドイツの主張した境界線

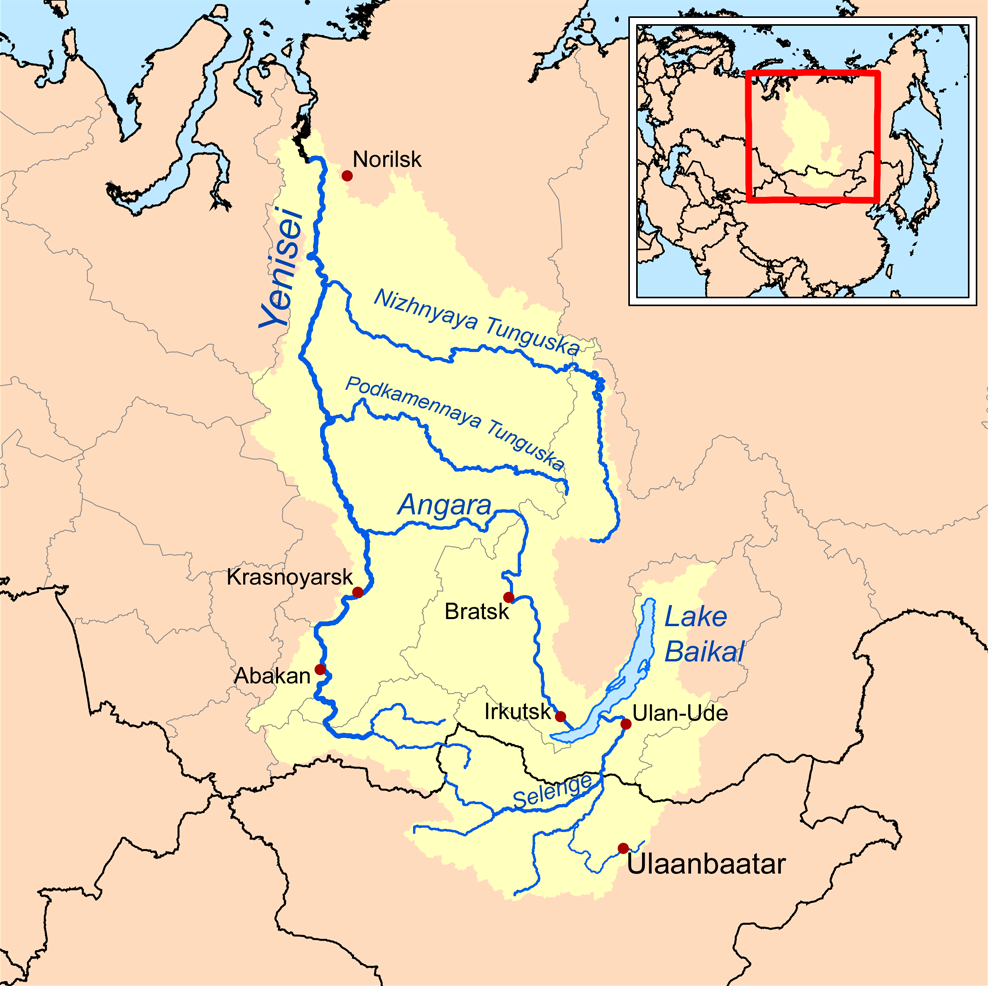
シベリアのエニセイ川

枢軸国のアジア分割交渉（すうじくこくのアジアぶんかつこうしょう）では、第二次世界大戦中に枢軸国として知られるナチス・ドイツ、イタリア王国、大日本帝国が協議したアジア分割構想と関連する交渉について述べる。

## 概要
三国同盟を結んでいた三国は、1941年12月8日の真珠湾攻撃を皮切りに立て続けにアメリカに宣戦布告し、世界が枢軸国と連合国とに分断されることが決定的となった。そこで日本はヨーロッパの二国に対し、将来のアジア大陸分割の線引きを明確に定めるよう求めた。12月15日、日本はドイツに対して、アジアでの軍事担当領域を東経70度線で区切る分割案を提示した。この線は北極海にそそぐオビ川河口を北端とし、アフガニスタンのホースト東方、インドのラージコート西方を通りインド洋に抜けるものである。ドイツがソビエト連邦打倒を完遂した暁には、この線の西側をドイツのレーベンスラウム（生存圏）もしくはイタリアのスパツィオ・ヴィターレに組み込み、東側を日本の大東亜共栄圏に組み込むという構想だった。
当初、ドイツ側はこの案に否定的だった。外交官たちはこの提案が占領地分割の先例を作る隠れ蓑となることを危惧し、軍人も日ソ中立条約のために日本が独ソ戦へ協力する見込みがない上、レンドリース法によってアメリカからウラジオストク経由でソ連に運び込まれている補給物資を日本が断つことすらできないという状況に不満を持っていた。
ドイツ国防軍の軍事経済局 (Wi Rü Amt) も、日本案の恣意的な境界線では地域間の経済関係が寸断されるとして批判を展開した。ドイツ側は代替案として現状の国境線を利用した分割案を主張した。すなわちイラン東部国境、アフガニスタン北部国境、中国西部国境を北上してトゥヴァに至り、エニセイ川沿いに北極海まで至るという線である。この案もイギリス領インドを日本に渡すことに変わりはないが、シベリアにおいて防衛が容易な国境線を設置することができ、石炭や鉄鉱石が豊富なウラル山脈東部のクズネツク盆地も確保できるのである。ドイツは、大東亜共栄圏の北西端と接するであろう生存圏の東端を「生きる壁」すなわち屯田兵（ヴェーアバウアー）の入植によって防衛しようと考えていた。なお、枢軸国間での西半球での分割線に関する交渉は不明である。
アドルフ・ヒトラーは、ウラル山脈以東のソ連領の獲得に関心が無かったため、日本の分割案を全面的に受け入れた（ナチス・ドイツのウラル山脈計画）。

### ナチス・ドイツ関連
- A・A線
- ナチス・ドイツのウラル山脈計画（英語版）
- ヴェーアバウアー（英語版）

### イタリア王国関連
- ファシズム・イタリアの帝国主義

### 大日本帝国関連
- 大東亜共栄圏
- 八紘一宇
- 北進論
- 南進論
- 西亜作戦